# Processo partecipativo sul futuro politico della Catalogna del 2014

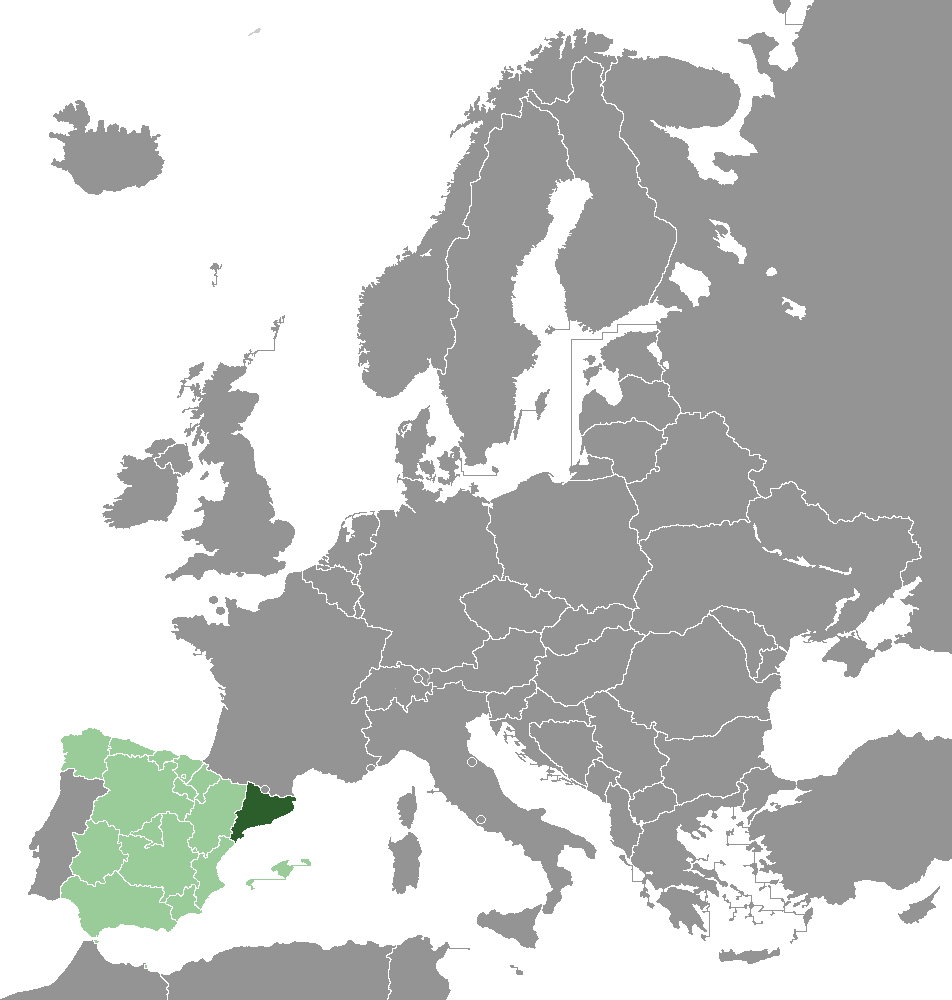
Localizzazione della Catalogna (verde scuro) nella Spagna (verde chiaro) e in Europa.

Il processo partecipativo sul futuro politico della Catalogna del 2014 (in catalano procés de participació ciutadana sobre el futur polític de Catalunya), a volte indicato erroneamente come referendum di autodeterminazione in Catalogna, è stato un processo di consultazione dei cittadini catalani, promosso dalla Generalitat de Catalunya nel 2014, come alternativa legale a un referendum sullo status della Catalogna; il progetto nacque ufficialmente da un accordo tra Convergenza e Unione e Sinistra Repubblicana di Catalogna.
La data e la domanda scelte per il referendum sono state ufficialmente annunciate dal presidente della Generalitat di Catalogna Artur Mas, il 12 dicembre 2013 con il sostegno dei partiti parlamentari di Convergenza Democratica di Catalogna, Sinistra Repubblicana di Catalogna, Unione Democratica di Catalogna, Iniziativa per la Catalogna Verdi, Sinistra Unita e Alternativa e Candidatura di Unità Popolare, per un totale di 87 dei 135 membri del Parlamento della Catalogna.
La data scelta fu il 9 novembre 2014, coincidente col venticinquesimo anniversario della caduta del muro di Berlino. La domanda scelta era divisa in due parti: "Vuole che la Catalogna sia uno Stato?" e "In caso affermativo, vuole che questo Stato sia indipendente?". Il governo spagnolo assicurò in seguito la sua intenzione di bloccare il referendum, dichiarando che "Il referendum non si terrà".

## Storia

Mappa dei risultati dei referendum non ufficiali sull'indipendenza della Catalogna per comune. In verde: maggioranza dei voti positivi. In grigio si mostrano i comuni dove questi referendum non si sono tenuti.

### 2009-2011. Precedenti: i referendum non ufficiali nei comuni
Tra il 2009 e 2011 vennero organizzati dei referendum non vincolanti e non ufficiali nei comuni catalani, dove l'opzione indipendentista ottenne una vasta maggioranza, nonostante la partecipazione relativamente bassa a queste votazioni (per esempio il 41% ad Arenys de Munt, il primo comune a tenere il referendum).
L'organizzazione fu a carico delle iniziative cittadine di ogni comune, tra le quali quella di Barcellona, Barcelona Decideix, che tenne il referendum il 10 aprile 2011, con un totale di 257.645 voti dei residenti nel comune di Barcellona, ottenendo risposta positiva all'indipendenza della Catalogna in 9 su 10 voti.
Nonostante il carattere non ufficiale e non vincolante delle consultazioni, molti di questi referendum sono stati controllati da osservatori internazionali di diverse nazionalità, e tanti altri contavano con l'appoggio istituzionale dei comuni in cui si organizzavano.
In questi referendum la domanda era: Vuole che la Catalogna sia uno Stato indipendente nell'ambito dell'Unione Europea?, e le possibili risposte erano: [SI], [NO] o [IN BIANCO].

### 2012. La nascita del progetto

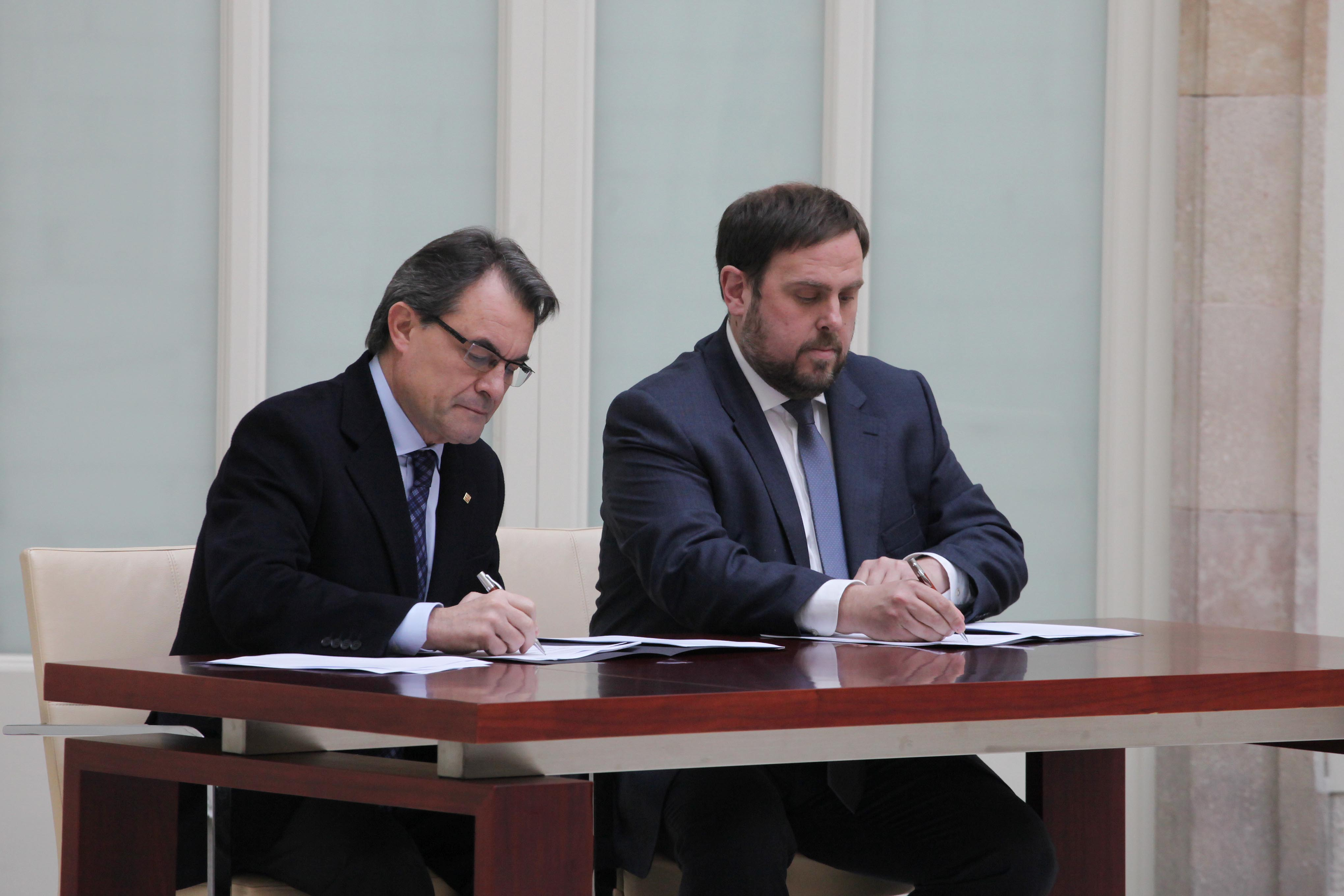
Il Presidente della Generalitat de Catalunya Artur Mas e il Capo dell'opposizione Oriol Junqueras, firmano il patto di governabilità 2012 – 2016 Accordo per la Libertà, il 19 dicembre 2012.

Il progetto di referendum fu considerato ufficialmente per la prima volta nel piano di governo concordato tra Artur Mas di Convergenza e Unione (CiU) e Oriol Junqueras di Sinistra Repubblicana di Catalogna (ERC) il 18 dicembre 2012. Questo accordo fu chiamato Accordo per la Libertà. Il testo indicava che la data del referendum sarebbe concordata dalle due parti, che si impegnavano entrambe a tenere la consultazione entro il 2014 "a meno che la situazione socio-economica e il contesto politico ne rendessero necessario il rinvio." Come parte dell'accordo Artur Mas fu votato come Presidente della Generalitat de Catalunya per un secondo mandato.

### 2013

#### Dichiarazione di sovranità

Risultati dei voti per la "Dichiarazione di sovranità" nel Parlamento catalano del 23 gennaio 2013

Il 23 gennaio 2013 il Parlamento della Catalogna, con l'obiettivo di dichiarare il popolo della Catalogna come soggetto politico e giuridico sovrano, accettò con 85 voti favorevoli, 41 contrari e 2 astensioni la "Dichiarazione di sovranità e del diritto di decidere del popolo della Catalogna".
Questo testo, che afferma di basarsi sui principi di sovranità, legittimità democratica, trasparenza, dialogo, coesione sociale, europeismo, legalità, ruolo principale del parlamento e partecipazione, dichiara che "Il popolo della Catalogna ha, per ragioni di legittimità democratica, carattere di soggetto politico e giuridico sovrano."
I partiti politici Convergenza e Unione (CiU) (50 sì), Sinistra Repubblicana di Catalogna (ERC) (21 sì) e Iniziativa per la Catalogna Verdi-Sinistra Unita e Alternativa (ICV-EUiA) (13 sì) hanno dato supporto totale alla dichiarazione di sovranità. Dall'altra parte, il Partito Popolare di Catalogna (PPC) (19 no) e Cittadini - Partito della Cittadinanza (C's) (9 no) si sono opposti totalmente alla proposta. Per quanto riguarda il Partito dei Socialisti di Catalogna (PSC), 15 deputati si sono espressi contro, in linea con le indicazioni del partito, mentre altri cinque hanno scelto di non partecipare al voto. Per ultimo, la Candidatura di Unità Popolare (CUP) ha espresso un "sì critico" alla dichiarazione, con un voto a favore e due astensioni.
L'8 maggio 2013 questa dichiarazione puramente politica è stata temporaneamente bocciata dal Tribunale costituzionale della Spagna. Dopo la sentenza del Tribunale costituzionale spagnolo, la Mesa del Parlament de Catalunya dichiarò che la "Dichiarazione di sovranità" rimaneva comunque «in vigore» dato che «una volontà politica non si può annullare».

#### La data e la domanda
Il 12 dicembre 2013, dopo una riunione tra i principali partiti catalani, il Governo di Catalogna rappresentato da Artur Mas, con l'appoggio dei principali rappresentanti di Convergenza Democratica di Catalogna, Sinistra Repubblicana di Catalogna, Unione Democratica di Catalogna, Iniziativa per la Catalogna Verdi, Sinistra Unita e Alternativa e la Candidatura di Unità Popolare, annunciò in una conferenza stampa la data e le domande del referendum. Questa presentazione avvenne come atto ufficiale nel Palau de la Generalitat de Catalunya.

### 2014. Svolgimento della consultazione e risultato
Il 25 marzo 2014 il tribunale costituzionale spagnolo dichiarò l'illegittimità del progetto di referendum; il governo catalano comunicò che la consultazione si sarebbe tenuta ugualmente.
L'8 aprile, anche il parlamento spagnolo respinse la richiesta referendaria con 299 voti contrari (PP, PSOE, UPyD, UPN e Foro Asturias) contro 47 favorevoli (CiU, La Sinistra Plurale, PNV, BNG, Amaiur, ERC, Compromís e Geroa Bai), e un astenuto (NC-CC).
Nonostante la delibera negativa del parlamento spagnolo, il 23 aprile il presidente della Catalogna ha confermato che "Probabilmente il referendum si terrà e il popolo catalano sarà chiamato alle urne il 9 novembre".
Il referendum si tenne effettivamente alla data prevista ma non avendo valore legale riconosciuto dallo Stato spagnolo la consultazione ebbe un valore esclusivamente simbolico. Vi partecipò il 35,9 % degli aventi diritto e l'80,72 % dei votanti si espresse per la piena indipendenza

## Le domande

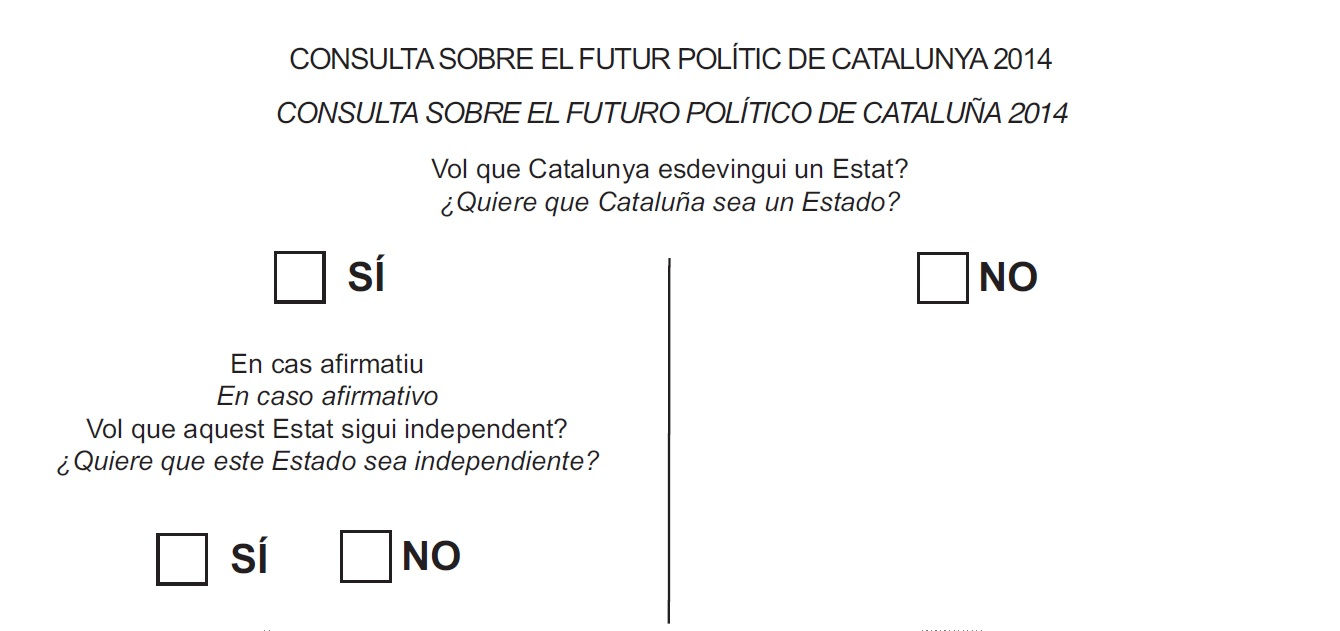
Scheda per il referendum.

La formulazione del referendum era costituita da due domande distinte ma collegate: "Vuole che la Catalogna sia uno Stato?" e "In caso affermativo, vuole che questo Stato sia indipendente?". Questa formulazione consentiva ai votanti di esprimere tre possibilità:
- [NO] alla prima domanda: esprimeva la volontà di rimanere completamente dentro il Regno di Spagna, rendendo superflua la risposta alla seconda domanda.
- [SI] alla prima domanda e [NO] alla seconda: esprimeva la volontà di una riforma federalista della Spagna, di cui la Catalogna avrebbe continuato a far parte come Stato associato, ed era un'opzione di approssimazione alla soluzione della "terza via" sostenuta da Josep Antoni Duran i Lleida (politico di UDC);[37][38]
- [SI] a entrambe le domande: esprimeva la volontà di costituire un nuovo stato totalmente indipendente dalla Spagna.

La scheda per il referendum venne tradotta nelle tre lingue ufficiali della Catalogna (catalano, aranese, spagnolo).

### Determinazione del risultato
Il sistema scelto di formulazione in due parti metteva in gioco un ragionamento logico complesso per la determinazione del risultato.
Mentre una vittoria chiara del NO in termini percentuali avrebbe significato l'accettazione dello status quo, il problema nasceva nel caso in cui il NO fosse minoritario. In tal caso, il problema insito nella seconda domanda era che la percentuale dei voti favorevoli in generale a considerare la Catalogna come Stato (la somma delle combinazioni SI e NO e del doppio SI) sarebbe risultata comunque sempre maggiore rispetto ai voti favorevoli alla piena indipendenza.
Diversi giornali catalani hanno sostenuto l'interpretazione che l'opzione indipendentista avrebbe dovuto essere considerata come vincente nel caso in cui il doppio SI avesse ottenuto più del 50% dei voti sul totale dei SI espressi sulla prima domanda. Nonostante l'esistenza di questa questione, lo stesso giorno della decisione della data del referendum, il presidente Mas richiese il rinvio del dibattito sul metodo di calcolo dei voti.
Il mancato riconoscimento del referendum da parte dello Stato spagnolo non consentì comunque alla consultazione di assumere valore legale.

## Posizioni

### Reazioni internazionali
Organizzazioni
- — Nell'aprile 2013, il Segretario Generale delle Nazioni Unite Ban Ki-moon dichiarò in conferenza stampa che "Tutti i confronti tra e nelle nazioni devono essere risolti per via di mezzi pacifici, attraverso il dialogo, rispettando le genuine aspirazioni dei popoli coinvolti."[43]
- — Un portavoce della Commissione europea ha dichiarato durante la sua visita a Barcellona, che "Uno stato indipendente, proprio in quanto tale, si convertirebbe in uno stato terzo rispetto all'Unione europea e dal giorno della sua indipendenza i trattati con l'UE non sarebbero validi". Questa posizione è in sintonia col messaggio del presidente della Commissione stesso, José Manuel Barroso, che assicurava per il caso scozzese che la Scozia avrebbe dovuto richiedere l'ammissione se il referendum pianificato fosse risultato a favore dell'indipendenza.[44]
- — Un portavoce della NATO comunicò che uno stato indipendente non sarebbe più parte dell'organizzazione, dichiarando che "per incorporare qualsiasi nazione nell'alleanza sarebbe necessario il consenso di tutti gli alleati della NATO".[45]

Stati
- — Cancelliera Angela Merkel: "Siamo a favore dell'integrità territoriale di tutti gli stati. Questo è completamente diverso dall'indipendenza e dall'auto-organizzazione delle regioni." "Per questo condivido l'opinione del governo spagnolo e non posso dire altro per quanto riguarda agli affari interni della Spagna".[46][47]
- — Primo Ministro Valdis Dombrovskis: "Se esiste una chiara volontà del popolo e una chiara richiesta per un referendum, è assolutamente positivo prestare attenzione e cercare delle opzioni per gestire tale richiesta".[48]
- — Primo Ministro Algirdas Butkevičius: "Ogni nazione deve trovare il suo percorso e ha il diritto all'autodeterminazione".[49]
- — Primo Ministro David Cameron: "Lasciate decidere al popolo" e "[non] ignorate questioni di nazionalità, indipendenza e identità".[50][51]
- — Caitlin Hayden, nominata dal portavoce del Consiglio per la Sicurezza Nazionale e Segretaria Assistente di Stampa della "Risposta Ufficiale della Casa Bianca" (in risposta a una petizione sulla web della Casa Bianca supportata da 30,000 firme): "Gli Stati Uniti riconoscono le culture e tradizioni uniche della regione catalana, però consideriamo che lo status della Catalogna è un affare interno della Spagna. Siamo sicuri che il Governo e il popolo della Spagna risolveranno questa questione d'accordo con le sue leggi e la sua Costituzione".[52]
- — Il Ministro dell'Interno Manuel Valls, catalano di nascita, annunciò a gennaio 2014 che non è d'accordo "col processo che sta accadendo in Catalogna." E riaffermò la sua "preoccupazione" per quanto riguarda il referendum.[53]
- — Il Primo Ministro scozzese Alex Salmond affermò che la differenza tra il referendum in Scozia e quello in Catalogna è che il primo è "un referendum consentito, un accordo costituzionale tra il Governo a Londra e il Governo in Scozia"[54]
- — Alistair Carmichael, Segretario di Stato per la Scozia, affermò il 19 novembre 2013 che ancora che gli scozzesi abbiano il permesso di votare sull'indipendenza del loro paese, dovuto alle «chiare differenze costituzionali», la decisione sull'indipendenza della Catalogna «dovrebbe essere presa a livello statale».[55]

Partiti europei
- Graham Watson, Presidente dell'Alleanza dei Democratici e dei Liberali per l'Europa: "Il popolo della Catalogna ha il diritto a decidere il suo proprio futuro [...] Credo nella democrazia. I catalani devono avere la possibilità di scegliere. La democrazia è questo."[56]
- L'Alleanza Libera Europea dichiarò: "Crediamo che la libertà, democrazia e il diritto a decidere il proprio futuro sono i valori fondamentali dell'Europa. Noi accoglieremmo la Catalogna e la Repubblica Catalana come un nuovo stato in Europa, se il popolo così decide".[56]
- Ska Keller, I Verdi/Alleanza Libera Europea: "I Verdi difendono la democrazia radicale e nella Catalogna c'è una richiesta cittadina a favore del referendum di autodeterminazione. Per questa ragione voglio esprimere il mio impegno personale alla causa e, se sono scelta Presidente della Commissione, supporterò la Catalogna a sostenere le votazioni sul suo futuro politico e la sua relazione con la Spagna".[57]

Media
- David Gardner, Direttore degli Affari Internazionali del Financial Times: "Nessuno può semplicemente proibire un referendum democratico nella Catalogna".[58][59] Il 15 dicembre 2013 il Financial Times dichiarò in un articolo di fondo che "Questo è un problema politico che ha bisogno di una soluzione negoziata – più federalismo davanti al necessario rinnovo istituzionale della Spagna", esortando i "politici di entrambi lati (...) a prevenire quello che sta alle radici del problema politico, che è quello che minaccia il proprio Stato."[60] Il 5 maggio 2014 il Financial Times scriveva un articolo di fondo ancora più duro, che richiedeva un cambiamento negli atteggiamenti del Governo spagnolo: "Il Primo ministro Spagnolo deve cercare l'equilibrio. È ingenuo per lui cercare di nascondersi dietro la costituzione spagnola, argomentando che quella bloccherebbe qualsiasi strada verso il referendum o la secessione. In senso stretto questo potrebbe essere vero. Ma la costituzione deve essere usata per accogliere alcune delle richieste di fondo dei catalani senza portare necessariamente alla frattura definitiva".[61]

Altri
- Stéphane Dion, ex ministro canadese degli affari Intergovernamentali: «Probabilmente, nel Canada, questa domanda [riferendosi a un referendum di due domande] sarebbe considerata un tentativo di manipolazione politica perché, formulata in questo modo, rischia di non essere chiara.»[62]